# NGC 2390
NGC 2390 је појединачна звезда у сазвежђу Близанци која се налази на NGC листи објеката дубоког неба.
Деклинација објекта је + 33° 50' 13" а ректасцензија 7h 29m 4,2s. Привидна величина (магнитуда) објекта NGC 2390 износи 12,7 а фотографска магнитуда 13,9.